# Seydou Doumbia
Seydou Doumbia (Yamoussoukro, 31 december 1987) is een Ivoriaans voetballer die bij voorkeur als aanvaller speelt. Doumbia debuteerde in 2008 in het Ivoriaans voetbalelftal.

## Clubcarrière
Doumbia begon zijn professionele loopbaan in 2003 bij AS Athlétic Adjamé. Bij AS Denguélé werd hij in 2005 topschutter van de Première Division met 15 doelpunten. Hij ging in 2006 naar Japan om bij Kashiwa Reysol in de J-League 2 te spelen. De club promoveerde maar Doumbia maakte weinig indruk en werd verhuurd aan Tokushima Vortis. In 2008 werd hij door BSC Young Boys gecontracteerd. Hiermee werd hij in 2009 en 2010 tweede in de Axpo Super League, Zwitsers topscorer en Zwitsers voetballer van het jaar. In de zomer van 2010 stapte hij over naar FK CSKA Moskou waarmee hij in 2011 en 2013 de Russische voetbalbeker won. Ook werd hij twee keer landskampioen met FK CSKA Moskou. Doumbia werd twee keer topscorer van de Russische competitie, in het seizoen 2011/2012 met 23 doelpunten en in het seizoen 2013/2014 met achttien doelpunten.
Doumbia tekende in januari 2015 een contract tot medio 2019 bij AS Roma, dat €14.400.000,- voor hem betaalde aan FK CSKA Moskou. Daarbij kreeg de Russische club nog €1.500.000,- in het vooruitzicht gesteld aan eventuele latere bonussen. Doumbia speelde in zijn eerste halve seizoen in de Serie A dertien wedstrijden, waarin hij twee keer scoorde. Roma verhuurde hem in augustus 2015 voor een half jaar aan zijn oude club FK CSKA Moskou en op 1 februari 2016 voor een half jaar aan Newcastle United. AS Roma verhuurde Doumbia in juni 2016 voor een jaar aan FC Basel, dat daarbij een optie tot koop bedong. Hij scoorde 20 doelpunten en won met de club de landstitel en de beker. In het seizoen 2017/18 wordt Doumbia verhuurd aan het Portugese Sporting CP. Per januari 2018 nam de club hem voor 3 miljoen euro over. Eind augustus 2018 ging Doumbia transfervrij naar Girona FC. Met de club degradeerde hij uit de Primera División en medio augustus 2019 werd zijn contract ontbonden. Begin september 2019 keerde hij terug in Zwitserland bij FC Sion. Op 20 maart werd hij daar samen met acht teamgenoten ontslagen na de uitbraak van SARS-CoV-2 in Zwitserland. In januari 2021 vervolgde hij zijn loopbaan op Malta bij Ħamrun Spartans.

## Interlandcarrière
In 2008 debuteerde Doumbia voor het Ivoriaans voetbalelftal bij de Kirin Cup. Hij maakte deel uit van de selectie voor het wereldkampioenschap voetbal in 2010 en won in 2015 de Afrika Cup met zijn landgenoten. In de finale van het laatstgenoemde toernooi benutte hij een van de strafschoppen in de beslissende penaltyreeks. In 2012 werd hij met Ivoorkust tweede op de Afrika Cup.
| 1 | 18 november 2009 | Duitsland – Ivoorkust    | 1 – 2 | 2 – 2 | Oefeninterland  |
| 2 | 27 mei 2012      | Ivoorkust – Mali         | 1 – 0 | 2 – 1 | Oefeninterland  |
| 3 | 6 september 2014 | Ivoorkust – Sierra Leone | 1 – 1 | 2 – 1 | AK-kwalificatie |
| 4 | 20 januari 2015  | Ivoorkust – Guinee       | 1 – 1 | 1 – 1 | AK-kwalificatie |
| 5 | 9 oktober 2015   | Marokko – Ivoorkust      | 0 – 1 | 0 – 1 | Oefeninterland  |

## Erelijst
CSKA Moskou
- Kampioen Premjer-Liga

2012/13, 2013/14
- Beker van Rusland

2010/11, 2012/13
- Russische supercup

2014
 FC Basel
- Super League

2016/17
- Zwitserse voetbalbeker

2016/17
 Ivoorkust
- Afrika Cup

2015
 BSC Young Boys
- Topscorer Axpo Super League

2009 (20 goals), 2010 (30 goals)
 Sporting Lissabon
- Taça da Liga

2017/18